# Rajd Wielkiej Brytanii 1980
Rajd Wielkiej Brytanii 1980 (29. Lombard RAC Rally) – 29. Rajd Wielkiej Brytanii rozgrywany w Wielkiej Brytanii w dniach 16–19 listopada. Była to jedenasta runda Rajdowych Mistrzostw Świata w roku 1980. Rajd został rozegrany na nawierzchni szutrowej i asfaltowej. Bazą rajdu było miasto Bath.

## Zwycięzcy odcinków specjalnych[1]
| Etap | Data            | OS | Godzina | Nazwa           | Długość  | Zwycięzca                                    | Czas             | Śred. prędk.     | Lider rajdu     |
| ---- | --------------- | -- | ------- | --------------- | -------- | -------------------------------------------- | ---------------- | ---------------- | --------------- |
| 1    | 16–17 listopada | 1  | b.d.    | Longleat        | 8,21 km  | Tim Brise                                    | 7:12             | 68,42 km/h       | Tim Brise       |
| 1    | 16–17 listopada | 2  | b.d.    | Blenheim        | 6,28 km  | Anders Kulläng                               | 3:29             | 108,17 km/h      | Tim Brise       |
| 1    | 16–17 listopada | 3  | b.d.    | Silverstone     | 4,18 km  | Tony Pond                                    | 2:03             | 122,34 km/h      | Tim Brise       |
| 1    | 16–17 listopada | 4  | b.d.    | Donington       | 7,56 km  | Anders Kulläng Tony Pond                     | 2:55             | 82,70 km/h       | Tim Brise       |
| 1    | 16–17 listopada | 5  | b.d.    | Blidworth       | 3,54 km  | Ari Vatanen                                  | 2:13             | 95,82 km/h       | Anders Kulläng  |
| 1    | 16–17 listopada | 6  | b.d.    | Clipstone South | 8,85 km  | Anders Kulläng                               | 5:53             | 90,25 km/h       | Anders Kulläng  |
| 1    | 16–17 listopada | 7  | b.d.    | Clipstone North | 5,15 km  | Ari Vatanen                                  | 3:20             | 92,70 km/h       | Anders Kulläng  |
| 1    | 16–17 listopada | 8  | b.d.    | Bramham         | 5,63 km  | Anders Kulläng Stig Blomqvist                | 3:17             | 102,88 km/h      | Anders Kulläng  |
| 1    | 16–17 listopada | 9  | b.d.    | Boltby          | 6,28 km  | Anders Kulläng                               | 4:20             | 86,95 km/h       | Anders Kulläng  |
| 1    | 16–17 listopada | 10 | b.d.    | Kilburn         | 3,06 km  | Odcinek odwołany                             | Odcinek odwołany | Odcinek odwołany | Anders Kulläng  |
| 1    | 16–17 listopada | 11 | b.d.    | Wass            | 3,38 km  | Anders Kulläng                               | 2:29             | 81,66 km/h       | Anders Kulläng  |
| 1    | 16–17 listopada | 12 | b.d.    | Cropton         | 14,16 km | Anders Kulläng                               | 8:26             | 100,74 km/h      | Anders Kulläng  |
| 1    | 16–17 listopada | 13 | b.d.    | Calderdale      | 12,39 km | Anders Kulläng                               | 8:28             | 87,80 km/h       | Anders Kulläng  |
| 1    | 16–17 listopada | 14 | b.d.    | Dalby           | 41,84 km | Hannu Mikkola                                | 26:46            | 93,79 km/h       | Anders Kulläng  |
| 1    | 16–17 listopada | 15 | b.d.    | Langdale        | 13,84 km | Ari Vatanen                                  | 7:38             | 108,79 km/h      | Anders Kulläng  |
| 1    | 16–17 listopada | 16 | b.d.    | Wykeham         | 3,06 km  | Henri Toivonen                               | 2:36             | 70,62 km/h       | Anders Kulläng  |
| 1    | 16–17 listopada | 17 | b.d.    | Harwood Dale    | 4,83 km  | Sarel van der Merwe                          | 3:02             | 95,54 km/h       | Anders Kulläng  |
| 1    | 16–17 listopada | 18 | b.d.    | Guisborough     | 7,24 km  | Odcinek odwołany                             | Odcinek odwołany | Odcinek odwołany | Anders Kulläng  |
| 1    | 16–17 listopada | 19 | b.d.    | Ingleby         | 4,02 km  | Odcinek odwołany                             | Odcinek odwołany | Odcinek odwołany | Anders Kulläng  |
| 1    | 16–17 listopada | 20 | b.d.    | Hamsterley      | 27,36 km | Henri Toivonen                               | 18:13            | 90,12 km/h       | Anders Kulläng  |
| 1    | 16–17 listopada | 21 | b.d.    | Stang           | 4,99 km  | Tony Pond Henri Toivonen                     | 3:54             | 76,77 km/h       | Anders Kulläng  |
| 1    | 16–17 listopada | 22 | b.d.    | Greystoke       | 5,31 km  | Björn Waldegård                              | 3:50             | 83,11 km/h       | Anders Kulläng  |
| 1    | 16–17 listopada | 23 | b.d.    | Comb            | 9,01 km  | Anders Kulläng                               | 7:03             | 76,68 km/h       | Anders Kulläng  |
| 1    | 16–17 listopada | 24 | b.d.    | Wythop          | 4,83 km  | Anders Kulläng                               | 3:22             | 86,08 km/h       | Anders Kulläng  |
| 1    | 16–17 listopada | 25 | b.d.    | Carlisle        | 3,54 km  | Tony Pond Henri Toivonen                     | 2:19             | 91,68 km/h       | Anders Kulläng  |
| 1    | 16–17 listopada | 26 | b.d.    | Kershope South  | 6,28 km  | Anders Kulläng Per Eklund                    | 4:24             | 85,64 km/h       | Anders Kulläng  |
| 1    | 16–17 listopada | 27 | b.d.    | Kershope North  | 11,10 km | Hannu Mikkola Anders Kulläng                 | 7:33             | 88,21 km/h       | Anders Kulläng  |
| 1    | 16–17 listopada | 28 | b.d.    | Castle O’er     | 6,76 km  | Henri Toivonen                               | 5:23             | 75,34 km/h       | Anders Kulläng  |
| 1    | 16–17 listopada | 29 | b.d.    | Twiglees        | 10,46 km | Björn Waldegård Timo Salonen Russell Brookes | 7:29             | 83,87 km/h       | Anders Kulläng  |
| 1    | 16–17 listopada | 30 | b.d.    | Craik           | 13,36 km | Hannu Mikkola                                | 8:25             | 95,24 km/h       | Anders Kulläng  |
| 1    | 16–17 listopada | 31 | b.d.    | Redesdale 1     | 7,08 km  | Henri Toivonen                               | 6:02             | 70,41 km/h       | Anders Kulläng  |
| 1    | 16–17 listopada | 32 | b.d.    | Redesdale 2     | 11,43 km | Henri Toivonen                               | 7:09             | 95,92 km/h       | Anders Kulläng  |
| 1    | 16–17 listopada | 33 | b.d.    | Kielder Water   | 31,53 km | Anders Kulläng                               | 21:43            | 87,11 km/h       | Anders Kulläng  |
| 1    | 16–17 listopada | 34 | b.d.    | Bewshaugh       | 35,24 km | Björn Waldegård                              | 25:21            | 83,41 km/h       | Anders Kulläng  |
| 1    | 16–17 listopada | 35 | b.d.    | Chirdonhead     | 14,00 km | Henri Toivonen                               | 8:45             | 96,00 km/h       | Anders Kulläng  |
| 1    | 16–17 listopada | 36 | b.d.    | Wark 1          | 15,45 km | Hannu Mikkola                                | 9:58             | 93,01 km/h       | Anders Kulläng  |
| 1    | 16–17 listopada | 37 | b.d.    | Wark 2          | 9,66 km  | Henri Toivonen                               | 6:09             | 93,01 km/h       | Anders Kulläng  |
|      |                 |    |         |                 |          |                                              |                  |                  | Anders Kulläng  |
| 2    | 18–19 listopada | 38 | b.d.    | Grizedale South | 9,82 km  | Henri Toivonen                               | 7:54             | 74,58 km/h       | Anders Kulläng  |
| 2    | 18–19 listopada | 39 | b.d.    | Grizedale North | 26,23 km | Hannu Mikkola                                | 20:55            | 75,24 km/h       | Björn Waldegård |
| 2    | 18–19 listopada | 40 | b.d.    | Dunnerdale      | 3,70 km  | Anders Kulläng                               | 2:54             | 76,55 km/h       | Henri Toivonen  |
| 2    | 18–19 listopada | 41 | b.d.    | Holker          | 2,74 km  | Anders Kulläng                               | 1:37             | 101,69 km/h      | Henri Toivonen  |
| 2    | 18–19 listopada | 42 | b.d.    | Oulton Park     | 3,06 km  | Tony Pond                                    | 1:31             | 121,05 km/h      | Henri Toivonen  |
| 2    | 18–19 listopada | 43 | b.d.    | Clocaenog 1     | 7,56 km  | Anders Kulläng                               | 5:24             | 84,00 km/h       | Henri Toivonen  |
| 2    | 18–19 listopada | 44 | b.d.    | Clocaenog 2     | 19,31 km | Anders Kulläng                               | 14:03            | 82,46 km/h       | Henri Toivonen  |
| 2    | 18–19 listopada | 45 | b.d.    | Clocaenog 3     | 5,31 km  | Henri Toivonen                               | 4:10             | 76,46 km/h       | Henri Toivonen  |
| 2    | 18–19 listopada | 46 | b.d.    | Penmachno North | 10,14 km | Hannu Mikkola                                | 7:17             | 83,53 km/h       | Henri Toivonen  |
| 2    | 18–19 listopada | 47 | b.d.    | Trawsfynydd     | 9,33 km  | Henri Toivonen                               | 6:48             | 82,32 km/h       | Henri Toivonen  |
| 2    | 18–19 listopada | 48 | b.d.    | Maesgwm         | 9,50 km  | Anders Kulläng                               | 7:27             | 77,38 km/h       | Henri Toivonen  |
| 2    | 18–19 listopada | 49 | b.d.    | Mawddach        | 3,36 km  | Anders Kulläng                               | 2:48             | 82,71 km/h       | Henri Toivonen  |
| 2    | 18–19 listopada | 50 | b.d.    | Hafod Owen      | 4,02 km  | Anders Kulläng                               | 3:19             | 72,72 km/h       | Henri Toivonen  |
| 2    | 18–19 listopada | 51 | b.d.    | Blaen-y-Glyn    | 7,40 km  | Henri Toivonen                               | 5:07             | 86,78 km/h       | Henri Toivonen  |
| 2    | 18–19 listopada | 52 | b.d.    | Gartheiniog     | 12,55 km | Hannu Mikkola                                | 8:02             | 93,73 km/h       | Henri Toivonen  |
| 2    | 18–19 listopada | 53 | b.d.    | Dyfi            | 19,96 km | Hannu Mikkola                                | 14:09            | 84,64 km/h       | Henri Toivonen  |
| 2    | 18–19 listopada | 54 | b.d.    | Pantperthog     | 14,97 km | Henri Toivonen                               | 11:20            | 79,25 km/h       | Henri Toivonen  |
| 2    | 18–19 listopada | 55 | b.d.    | Hafren          | 13,84 km | Henri Toivonen                               | 9:21             | 88,81 km/h       | Henri Toivonen  |
| 2    | 18–19 listopada | 56 | b.d.    | Taliesin        | 8,85 km  | Henri Toivonen                               | 7:11             | 73,92 km/h       | Henri Toivonen  |
| 2    | 18–19 listopada | 57 | b.d.    | Rheidol         | 3,54 km  | Henri Toivonen                               | 2:26             | 87,29 km/h       | Henri Toivonen  |
| 2    | 18–19 listopada | 58 | b.d.    | Llanafan        | 8,05 km  | Henri Toivonen                               | 6:25             | 75,27 km/h       | Henri Toivonen  |
| 2    | 18–19 listopada | 59 | b.d.    | Nant-yr-Hwch    | 13,36 km | Henri Toivonen                               | 10:50            | 73,99 km/h       | Henri Toivonen  |
| 2    | 18–19 listopada | 60 | b.d.    | Esgair Dafydd   | 17,06 km | Guy Fréquelin                                | 14:36            | 70,11 km/h       | Henri Toivonen  |
| 2    | 18–19 listopada | 61 | b.d.    | Clynsaer        | 6,76 km  | Russell Brookes                              | 5:35             | 72,64 km/h       | Henri Toivonen  |
| 2    | 18–19 listopada | 62 | b.d.    | Crychan         | 14,32 km | Hannu Mikkola                                | 11:11            | 76,83 km/h       | Henri Toivonen  |
| 2    | 18–19 listopada | 63 | b.d.    | Halfway         | 3,86 km  | Russell Brookes                              | 3:09             | 73,52 km/h       | Henri Toivonen  |
| 2    | 18–19 listopada | 64 | b.d.    | Usk             | 3,06 km  | Anders Kulläng                               | 2:17             | 80,41 km/h       | Henri Toivonen  |
| 2    | 18–19 listopada | 65 | b.d.    | Glasfynydd      | 6,44 km  | Anders Kulläng                               | 5:08             | 75,27 km/h       | Henri Toivonen  |
| 2    | 18–19 listopada | 66 | b.d.    | Brycheiniog     | 12,87 km | Guy Fréquelin                                | 8:54             | 86,76 km/h       | Henri Toivonen  |
| 2    | 18–19 listopada | 67 | b.d.    | Sallowvallets   | 5,31 km  | Anders Kulläng                               | 4:11             | 76,16 km/h       | Henri Toivonen  |
| 2    | 18–19 listopada | 68 | b.d.    | Serridge        | 11,91 km | Graham Elsmore                               | 7:16             | 98,34 km/h       | Henri Toivonen  |
| 2    | 18–19 listopada | 69 | b.d.    | Russells        | 5,31 km  | Anders Kulläng                               | 4:02             | 78,99 km/h       | Henri Toivonen  |
| 2    | 18–19 listopada | 70 | b.d.    | Speech House    | 16,74 km | Mikael Sundström                             | 11:29            | 87,47 km/h       | Henri Toivonen  |

| Zwycięzcy OS-ów     | Zwycięzcy OS-ów |
| Kierowca            | Liczba          |
| ------------------- | --------------- |
| Anders Kulläng      | 24              |
| Henri Toivonen      | 19              |
| Hannu Mikkola       | 9               |
| Tony Pond           | 5               |
| Russell Brookes     | 3               |
| Ari Vatanen         | 3               |
| Björn Waldegård     | 3               |
| Guy Fréquelin       | 2               |
| Stig Blomqvist      | 1               |
| Tim Brise           | 1               |
| Per Eklund          | 1               |
| Graham Elsmore      | 1               |
| Sarel van der Merwe | 1               |
| Timo Salonen        | 1               |
| Mikael Sundström    | 1               |

## Wyniki[2]
| Msc. | Kierowca        | Pilot          | Samochód                   | Czas    | Strata | Grupa |
| ---- | --------------- | -------------- | -------------------------- | ------- | ------ | ----- |
| 1    | Henri Toivonen  | Paul White     | Talbot Sunbeam Lotus       | 8:17,33 | 0,0    | 2     |
| 2.   | Hannu Mikkola   | Arne Hertz     | Ford Escort RS1800         | 8:22,09 | +4,36  | 4     |
| 3.   | Guy Fréquelin   | Jean Todt      | Talbot Sunbeam Lotus       | 8:31,24 | +13,51 | 2     |
| 4.   | Russell Brookes | Peter Bryant   | Talbot Sunbeam Lotus       | 8:32,16 | +14,43 | 2     |
| 5.   | Anders Kulläng  | Bruno Berglund | Opel Ascona 400            | 8:33,47 | +16,14 | 4     |
| 6.   | Timo Mäkinen    | Martin Holmes  | Ford Escort RS1800         | 8:43,41 | +26,08 | 4     |
| 7.   | Tony Pond       | Fred Gallagher | Triumph TR7 V8             | 8:46,43 | +29,10 | 4     |
| 8.   | Andy Dawson     | Kevin Gormley  | Datsun 160J                | 8:48,08 | +30,35 | 2     |
| 9.   | Bror Danielsson | David Booth    | Ford Escort RS1800         | 8:55,58 | +38,25 | 4     |
| 10.  | George Hill     | Ron Varley     | Vauxhall Chevette 2300 HSR | 8:58,40 | +41,07 | 4     |

## Klasyfikacja po 11 rundach

### Kierowcy
| Msc. | Kierowca       | Pkt. |
| ---- | -------------- | ---- |
| 1    | Walter Röhrl   | 118  |
| 2    | Hannu Mikkola  | 64   |
| 3    | Ari Vatanen    | 50   |
| 4    | Anders Kulläng | 48   |
| 5    | Markku Alén    | 47   |

### Producenci
| Msc. | Producent     | Pkt. |
| ---- | ------------- | ---- |
| 1    | Fiat          | 120  |
| 2    | Ford          | 90   |
| 3    | Datsun        | 88   |
| 4    | Opel          | 71   |
| 5    | Mercedes-Benz | 61   |